# Sun Zhenni
Sun Zhenni (chino simplificado= 孙珍妮, chino tradicional=孫珍妮, pinyin= Sūn Zhēnnī), es una cantate y actriz china.

## Carrera

### Televisión
En 2020 participó en el programa Produce Camp 2020 donde quedó en el lugar no. 18.

### Música
El 26 de marzo de 2016, Sun fue anunciada como una de los miembros de sexta generación de SNH48 y fue asignada al Equipo HII. Debutó durante la tercera etapa del Equipo HII, "Idol no Yoake". 
El 30 de julio,ocupó el puesto 21 durante la tercera elección general de SNH48 con 20334.1 votos, y fue asignada a "Under Girls". También fue anunciada como una de las dos miembros restantes de la subunidad de SNH48, Color Girls.

## Discografía

### SNH48

#### EPs
| Año  | N.º | Título              | Notas                                                                                    |
| ---- | --- | ------------------- | ---------------------------------------------------------------------------------------- |
| 2016 | 13  | Princess's Cloak    | (cantó "Romantic Melody" junto a Under Girls) (cantó "Brand New Love" con el equipo HII) |
| 2016 | 14  | Happy Wonder World  |                                                                                          |
| 2017 | 15  | Each Other's Future | (cantó "Beautiful World" con el equipo HII)                                              |
| 2017 | 16  | Summer Pirates      | (cantó en "Distant Dream" con el equipo HII)                                             |
| 2017 | 17  | Dawn in Naples      | (cantó "Glorious Times" con Under Girls)                                                 |
| 2017 | 18  | Sweet Festival      | (cantó "Good Luck" con SNH48)                                                            |
| 2019 | 24  | Dream in a Summer   |                                                                                          |

#### Unidades

##### Interpretaciones con unidades de SNH48
| Evento                               | Canción Interpretada              | Notas                                          |
| ------------------------------------ | --------------------------------- | ---------------------------------------------- |
| Team HII 4th Stage "Beautiful World" | Chemical Super Woman (化学超女子) | junto a Hao Wanqing, Li Qingyang y Wang Lujiao |

##### Conciertos en unidades
| Fecha               | Evento                                      | Canción(es) Interpretada(s)     | Notas            |
| ------------------- | ------------------------------------------- | ------------------------------- | ---------------- |
| 7 de enero de 2017  | Request Hour Setlist Best 50 (3ra. Edición) | Kinjirareta Futari (禁忌的两人) | junto a Wan Lina |
| 30 de julio de 2016 | 3rd General Election Concert                | -                               |                  |

## Filmografía

### Series de televisión
| Año  | Título                    | Personaje     | Notas |
| ---- | ------------------------- | ------------- | ----- |
| 2021 | Out Of The Dream          | Ling Jiu      |       |
| 2021 | Tang Xiao Shan Gan Kao Ji | Tang Xiaoshan |       |
| 2020 | So Young                  | Xue Er        |       |
| 2018 | Hero's Dream              | Tian Yi       |       |

### Películas
| Año  | Título                        | Personaje | Notas |
| ---- | ----------------------------- | --------- | ----- |
| 2020 | Overall Planning (日不落酒店) | Hong      |       |
| 2015 | Cupid's Apprentice (见习爱神) | Manman    |       |

### Programas de variedades
| Año  | Título                      | Notas                  |
| ---- | --------------------------- | ---------------------- |
| 2020 | We Are Blazing (炙热的我们) | (ep. #8) - invitada    |
| 2020 | Produce Camp 2020           | concursante            |
| 2018 | Star Mermaid                | ganadora - concursante |